# FOX LOCO PHANTOM
FOX LOCO PHANTOM（フォックス・ロコ・ファントム）は、2007年に東京都にて結成された日本のロックバンド。

## メンバー
- 依田達義：ボーカル (2007年～)
- 泉田吉伊：ギター (2007年～)

GOLIATHでも活動。SUPER BEAVERの一時サポートメンバー
- 猫田ヒデヲ：ベース (2007年～)

北出菜奈がボーカルを務めるバンドTHE TEENAGE KISSERS、GOLIATH、QUADRANGLEでも活動
- 佐々木創：ドラムス (2017年～)

活動休止中のBYEE the ROUND(バイザラウンド)、パッションズでも活動

### サポートメンバー
- 椎名 洋輔：ギター(メインサポート)
- オマー：ギター(サブサポート)

活動休止中のMOHAMEAD(モハメド)、QUADRANGLEでも活動していた。

## 旧メンバー
- peco：サポートドラムス (2007年～2008年)
- 齋藤亮：ギター (2007年～2008年)
- スイチ リョウスケ：サポートギター
- 相羽毅彦：ドラムス (2008年～4月2010年)
- 徳永謙一：ドラムス (2010年~2011年) ex.zany
- オデキ：ドラムス  (2011年～2013年, 2015年～2017年)
- 大宮洋介：サポートドラムス

## ミュージックビデオ
| 曲名                     |
| 「妄想ガール」           |
| 「東京ロックス」         |
| 「群青バタフライ」       |
| 「midnight sky walker」  |
| 「Land」                 |
| 「KITCHEN MONSTER」      |
| 「笑う世界〜DISSECTION」 |

## 主なライブ

### ワンマンライブ・主催イベント
- 2009年 - FOX LOCO PHANTOM TOUR'09 まっくろけ
- 2015年12月06日 - LOCO PHANTOM presents 「爆音都市 ～下北沢バイオレンス～」
w/Droog, Outside dandy, 赤丸

### 出演イベント
- 2007年10月27日 - MINAMI WHEEL 2007
- 2008年05月03日 - GOING KOBE 08
- 2008年11月02日 - MINAMI WHEEL 2008
- 2009年04月29日 - GOING KOBE 09
- 2009年09月21日 - DALLE Plesents「DISORDER #1」
- 2009年10月31日 - MINAMI WHEEL 2009
- 2010年05月02日 - COMIN'KOBE10
- 2010年06月06日 - SAKAE SP-RING 2010
- 2010年11月14日 - MINAMI WHEEL 2010
- 2012年08月25日 - 251presents GLIDER SUMMER SPECIAL!!6days
- 2012年09月16日 - Yuya Tsuji Presents ETERNAL ROCK CITY.2012
- 2013年02月03日 - JOY TO FIND 1st
- 2013年07月27日 - CLUB Que 夏ノ陣 2013 ～RETURN TO NATURAL VS SPECIAL～
- 2013年08月17日 - CLUB251 20th ANNIVERSARY 20days Preview GLIDER SUMMER SPECIAL 2013
- 2014年04月06日 - Yuya Tsuji Presents ETERNAL ROCK CITY.2014
- 2014年06月08日 - SAKAE SP-RING 2014
- 2014年12月31日 - 2014 251 ALL STARS SPECIAL
- 2015年01月17日 - ontology circuit "2015"
- 2015年04月04日 - 高円寺周遊フェスBOYS ON DREAM～一生青春!!～
- 2015年10月31日 - 高円寺周遊型フェス「BOYS ON DREAM～一生青春!!～」略してボイドリ。Vol.2
- 2016年05月22日 - HUCK FINN 35th ANNIVERSARY & CLUB UPSET 10th ANNIVERSARY 共同企画